# Краснояриха
Красноя́риха — село в Челно-Вершинском районе Самарской области, административный центр сельского поселения Краснояриха.

## География
Находится на расстоянии примерно 19 километров по прямой на юго-запад от районного центра села Челно-Вершины.

## История
Село было основано в 1660 году. В советское время в селе работали такие колхозы: «Комсомолец», «Ленинский», «Сборный», «Красноармеец», им.Маленкова, «Дружба», «Рассвет». Изначально население было русским, татары начали подселяться уже в XX веке.

## Население
Постоянное население составляло 273 человека (русские 63%, татары 31%) в 2002 году, 303 в 2010 году.